# أكتينوليت
الأكتينوليت هو معدن من معادن السيليكات من مجموعة الأمفيبول يحمل الصيغة الكيميائية Ca2(Mg,Fe)5Si8O22(OH)2.

## أصل الكلمة
اسم الأكتينوليت مشتق من الكلمة اليونانية aktis (ἀκτίς)، والتي تعني «شعاع» وذلك بسبب طبيعة المعدن الليفية. (كما تُعد هذه الكلمة أصل اسم العنصر الكيميائي الـأكتينيوم.)

## علم المعادن
يُعد الأكتينوليت عضوًا وسيطًا في سلسلة المحلول الجامد بين التريمولايت الغني بالمغنيسيوم، Ca2Mg5Si8O22(OH)2 والأكتينوليت الأسمنتي الغني بالحديدCa2Fe5Si8O22(OH)2. ويمكن تبادل أيونات المغنيسيوم والحديد بحرية في التركيبة الـبلورية. ويُعدل الأكتينوليت الـأسبستي الشكل، مثل التريموليت، باعتباره أسبست.

## الوجود
يوجد الأكتينوليت عادة في الصخور المتحولة، مثل الهالات التماسية المحيطة بـالصخور النارية المتداخلة التي تم تبريدها، كما أنه يوجد كناتج لـتحول الحجر الجيري الغني بالمغنيسيوم.
وكان الاسم القديم للمعدن uralite ينطبق في بعض الأحيان على منتج متحول للـبيروكسين الأساسي من خلال مزيج معظمه مكون من الأكتينوليت. وتحتوي صخور الـغابرو المتحولة أو مجموعات صخور الـديابيز، التي يشار إليها باسم أمفيبوليت، على كمية كبيرة من تحولات uralitic.
يُعد الأكتينوليت الليفي واحدًا من ستة أنواع معروفة من الـأسبست، وتكون ألياف النسيجصغيرة جدًا لدرجة أنها يمكن أن تدخل الرئتين وتسبب الضرر للـسنخ الرئوي. وقد كان أسبست الأكتينوليت يُستخرج فيما مضى بالقرب من جونز كريك في جونداجاي، أستراليا.

## علم الجواهر
وتُستخدم بعض أشكال الأكتينوليت كـأحجار كريمة، أحدها هو الـنفريت، وهو أحد أنواع الـيشب الاثنين(والآخر يكون الـجاديت، وهو مجموعة متنوعة من البيروكسين).
وهناك مجموعة أخرى متنوعة من الجواهر وهي عين الهر المعروفة باسم أكتينوليت عين الهر. وهذا الحجر يكون شفافًا مائلاً إلى معتم، ولونه أخضر مائل إلى أخضر مصفر. وقد كان لهذه المجموعة تسمية خاطئة وهي يشب عين الهر. ولا يتواجد الأكتينوليت الشفاف إلا نادرًا ويهتم به هواة جمع الأحجار الكريمة. وتُعد تايوان وكندا المصدرين الرئيسيين لهذه الأشكال من الأكتينوليت، بينما تُعد دول مدغشقر تنزانيا والولايات المتحدة من المصادر الأخرى له.